# 红安县
红安县在中国湖北省东北部，是黄冈市所辖的一个县。面积为1673平方公里，常住人口約52万人。
红安县原名黄安县，与麻城市同为黄麻起义的起义地点，是中国共产党红四方面军的发源地，中华人民共和国成立后为表彰其在共产革命战争中作出的贡献而改名为红安县，寓意“鲜血染红的土地”，红安县在战争年代共出现超过14万的中共烈士，现红安烈士陵园的烈士墙上刻着烈士的名字。
红安县境内交通发达，沪蓉高速、竹麻高速从境内穿过，麻武铁路经过红安西站连接京广线，距离湖北省省会武汉80公里，车程1小时。
红安县因其在战争中出现的223位中共将军，被称作“中国第一将军县”。

## 历史
明嘉靖四十二年（1563年）由麻城、黄冈、黄陂三县析置“黄安县”。以“地方安谧，生民安妥”之意得名。
1927年爆发了黄麻起义，1931年12月红四方面军夺取县城后，改为“红安”。
1947年复置“黄安县”。1949年属孝感专区。
1952年因纪念鄂豫皖革命根据地和中国工农红军第四方面军于此创建（红安是大别山鄂豫皖革命根据地的中心区域），又改为“红安县”，素有“将军县”之称，属黄冈专区。
1970年属黄冈地区。1995年属黄冈市至今。 

## 地理
红安县矿产有萤石、石灰石、硅石、大理石等。

## 人口
黄冈市第七次全国人口普查公报显示：红安县常住人口为510189人，男性人口占比51.6%，女性人口占比48.4%，年龄结构中0-14岁占比17.6%，15-59岁占比59.94%，60岁以上占比22.46%，65岁以上占比15.9%。

## 行政区划
红安县下辖10个镇、1个乡：
城关镇、七里坪镇、华家河镇、二程镇、上新集镇、高桥镇、觅儿寺镇、八里湾镇、太平桥镇、永佳河镇、杏花乡、火连畈茶场和天台山旅游开发管理处。

## 交通
- 230国道、 346国道过境。

## 教育
中学
- 红安县第一中学：位于城关镇，毗邻红安烈士陵园。
- 红安县第二中学：位于城关镇。
- 红安县第三中学：位于城关镇。
- 红安县第四中学：位于城关镇。
- 红安县第五中学：位于城关镇，原为张家塆中学。
- 红安县大赵家高中：位于二程镇。
- 红安县八里高中：位于八里镇。
- 红安县七里高中：位于七里坪镇。
- 红安县实验中学：位于城关镇。
- 红安县大金中学: 位于觅儿寺镇，取名自其所属的大金乡。
- 红安县马井中学：位于太平桥镇。
- 红安县城关镇中学：位于城关镇。
- 红安县詹店中学：位于高桥镇。
- 红安县职教中心：位于城关镇。
- 红安县赵河中学：位于华河镇。

小学
- 红安县实验小学：即红安县第一小学，位于城关镇。
- 红安县第二小学：位于城关镇。
- 红安县将军城小学：位于城关镇，在倒水河东侧岸边，风景幽美。
- 红安县城南小学：位于城关镇。
- 红安县明德小学：位于觅儿寺镇，前身为觅儿寺镇第二小学（李家岗小学），取名自四书中大学的“大学之道，在明明德，在亲民，在止于至善”。

私立学校
- 红安县育才中学：位于城关镇。
- 红安县外国语学校：位于城关镇。
- 红安县光明学校：位于城关镇。

## 旅游景点
- 红安烈士陵园：主要由牌坊、黄麻起义和鄂豫皖苏区革命烈士纪念碑、烈士祠、骨灰堂、董必武纪念馆、李先念纪念馆、黄麻城义暨鄂豫皖革命根据地烈士纪念馆、烈士墓和园林等部分组成，为全国重点文物保护单位。面积约1平方公里。
- 红安影视城：电视剧铁血红安的拍摄地点，位于红安县城区南郊的驷马山上。
- 七里坪革命遗址群：这里有黄麻起义遗址、长胜街革命遗址群、鄂豫皖特区苏维埃政府旧址、鄂豫皖特区革命军委会旧址、红四方面军诞生地等20处。
- 双城塔：在七里坪南3公里的周家墩。元末农民起义领袖徐寿辉部将邹普胜据此，建此塔。
- 吴氏祠：在八里湾东北5公里的陡山村，建于1763年，前后三幢，廊庑相连，院、廊、门、厅、栏、梁、窗、脊、或彩绘神话，或陶塑禽兽，或木刻山川景物，其中的“武汉三镇”和“金鼠戏葡萄”等尤为珍贵。
- 红军洞：位于七里坪东4.5公里的鸡公寨半山腰上，洞口高1米、宽2.8米，洞内宽3米、深4米、高2米，可容20余人。洞前怪石罗列，荆棘丛生，红二十军长征后，红军游击队常居此洞。
- 天台山（红安）：位于县城北40公里的鄂豫两省交界处。主峰高817米，奇峰突起，山形似台，环周皆石，峭立如壁，势若接天。拾级而上，有了心关、坐忘台、留月岩等十景。
- 九焰山：又名黄杨寨，位于县北鄂豫两省交界处，主峰海拔770.5米。山上有寨，立4门，寨墙已毁，西门尚存。
- 龙王湖：位于觅儿寺镇北边，占地3800余亩，其中水域面积1000亩。
- 大金山：海拔216，位于觅儿寺镇，是觅儿寺镇境内最高山峰，觅儿寺镇的大金乡取名自此。
- 小金山：位于八里镇，与大金山相望。
- 尚古山：位于觅儿寺镇。

## 非物质文化遗产
- 红安绣花鞋
- 革命歌谣：小小红（黄）安，真不简单，铜锣一响，四十八万，男将打仗，女将送饭。

## 特产
红安大布、红安苕、老君眉茶：中国地理标志产品。